# St. Christoph (Tisens)

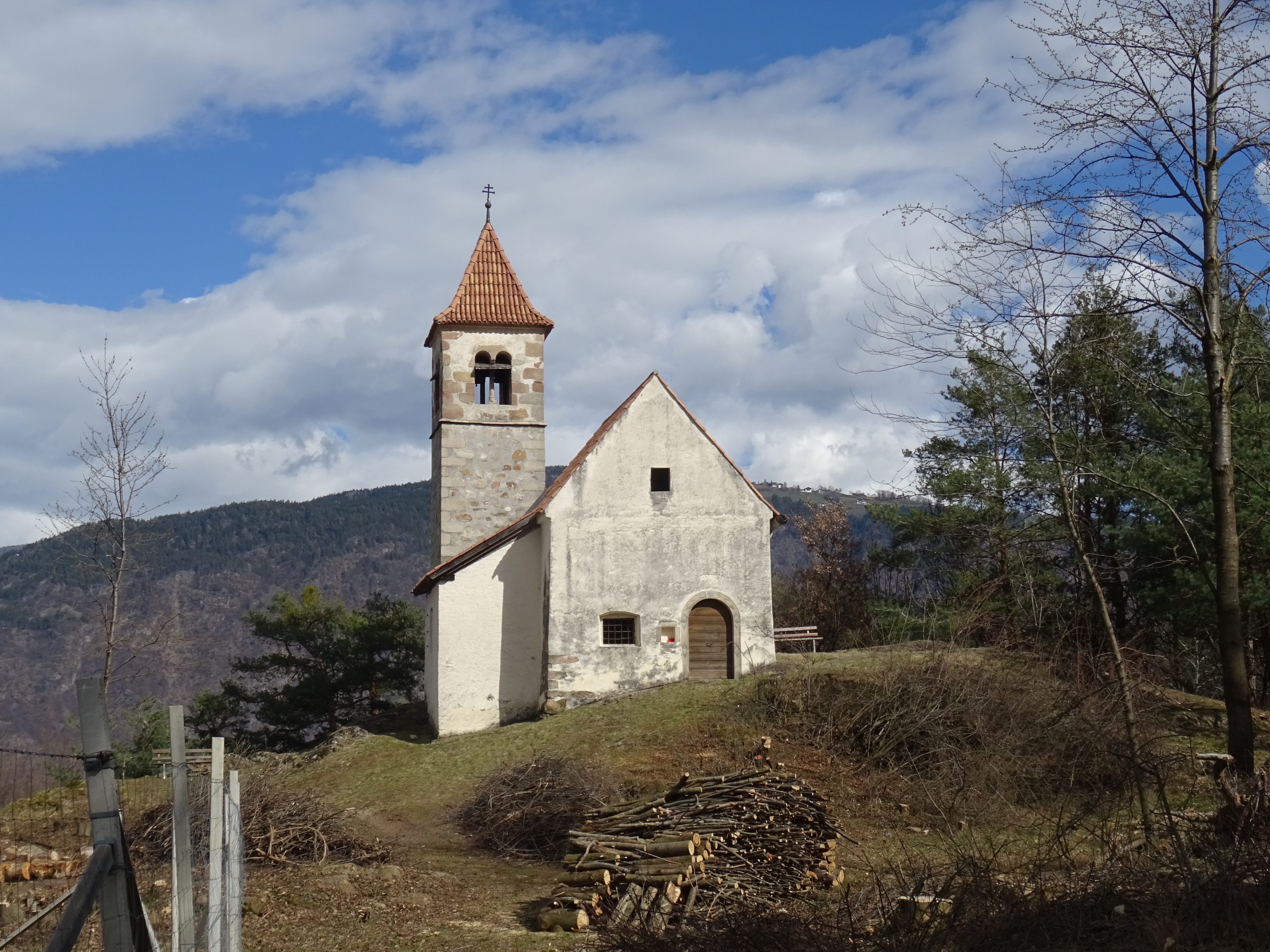
St. Christoph

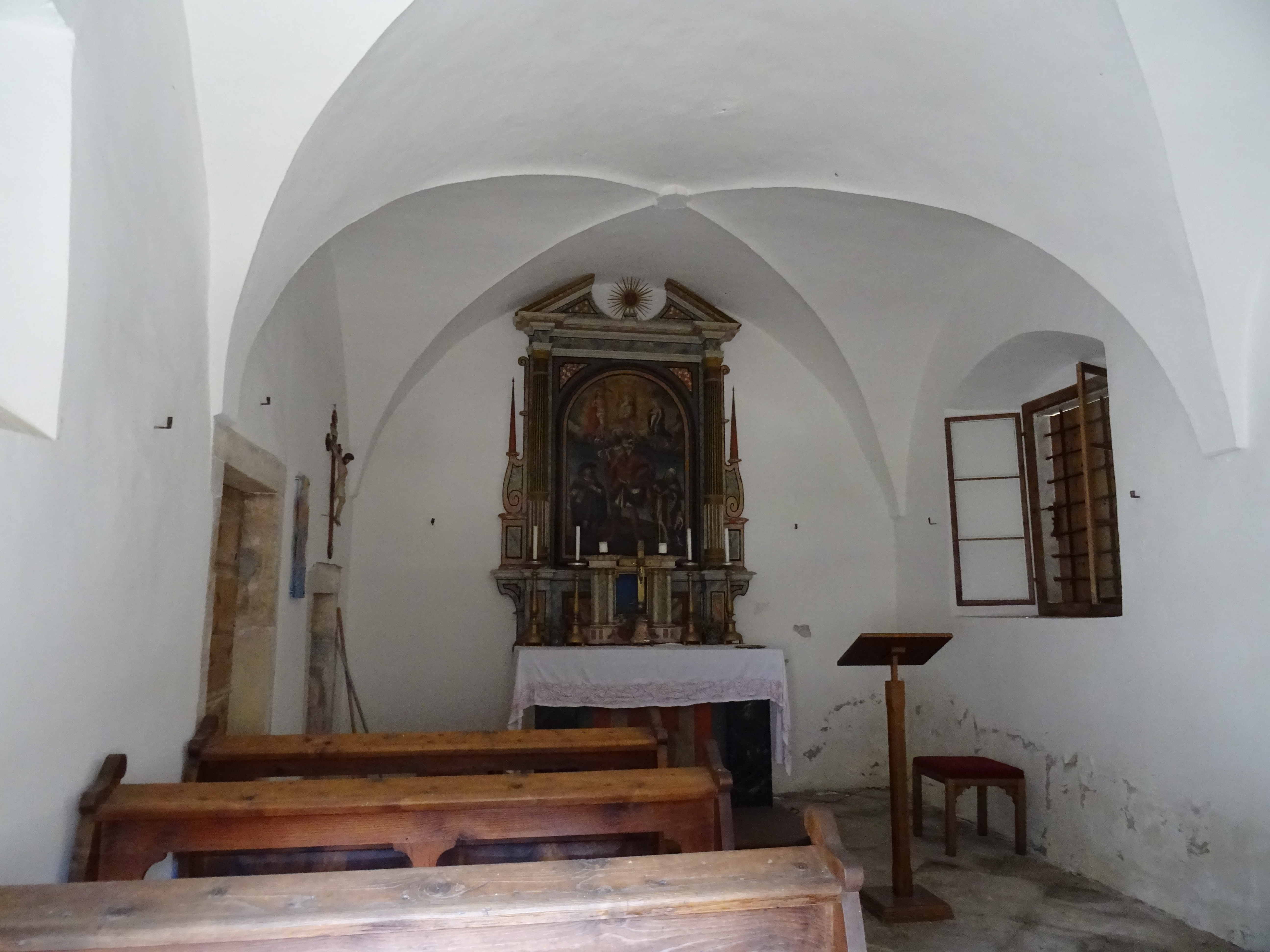
Innenraum

St. Christoph ist eine kleine römisch-katholische Filialkirche und geschütztes Baudenkmal auf dem sogenannten Vorbichl in der Gemeinde Tisens in Südtirol. Das Patroziniumsfest ist der 25. Juli. 

## Geschichte
Funde auf dem 682 m hohen, bewaldeten Vorbichl belegen eine prähistorische Besiedlung. Ähnlich der nahen Kirche St. Hippolyt könnte der Platz in vorchristlicher Zeit als heidnische Kultstätte gedient haben. In der Umgebung befindet sich ein Gebäude, in der bis Anfang des 19. Jahrhunderts eine Einsiedelei untergebracht war. Die heutige, dem Heiligen Christophorus, Schutzpatron der Reisenden, gewidmete Kirche geht auf das 13. Jahrhundert zurück. Vom romanischen Vorgängerbau blieb der Turm mit Spitzhelm und Doppelbogenfenster erhalten. Das Renaissance-Langhaus mit geradem Presbyterium und Kreuzgratgewölbe entstand der Jahreszahl über der steingerahmten Rundbogentür zufolge 1603 neu. Bei dem Bauvorhaben bezog man den Turm und möglicherweise auch Reste des romanischen Kirchenschiffs mit ein. Seit seinem Bestehen war das Gotteshaus eine Filialkirche der Pfarrkirche Maria Himmelfahrt in Tisens, in der gelegentlich Gottesdienste stattfanden. Am 5. Oktober 1981 erfolgte die Unterschutzstellung von Seiten des Südtiroler Landesdenkmalamtes.